# Palazzo Ducale (Gubbio)
Pour les articles homonymes, voir Palazzo Ducale.
Le palais ducal de Gubbio (en italien Palazzo Ducale di Gubbio), également connu sous le nom de Corte Nuova, est un palais de la ville de Gubbio, en Ombrie.
Aujourd'hui, propriété de la Soprintendenze, il accueille un musée ainsi que diverses manifestations culturelles et expositions d'art.

## Histoire

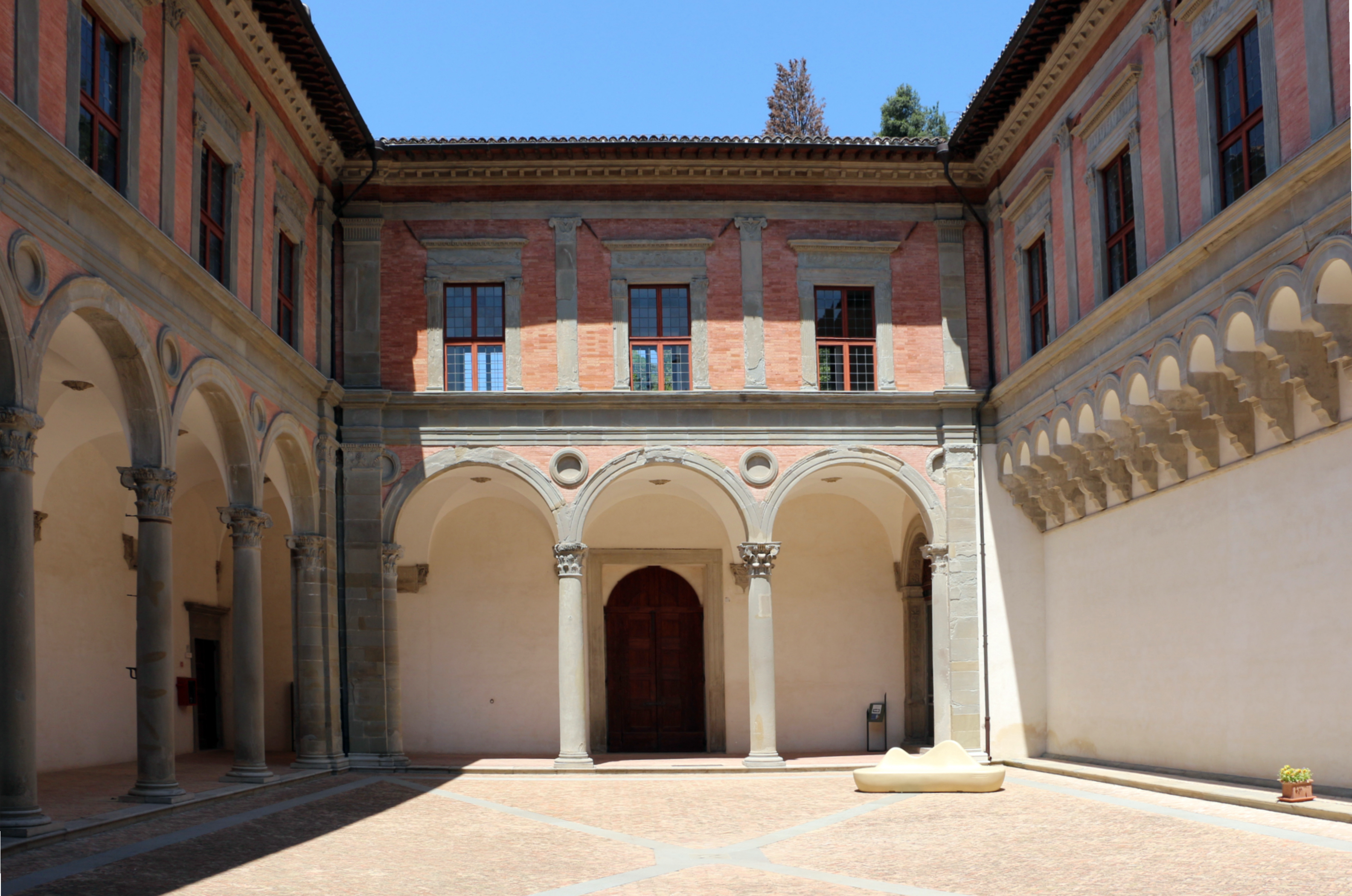
La cour intérieure du palais.

Bâti face à la cathédrale, il est le résultat de l’agrandissement et de la transformation d’un noyau d’édifices médiévaux préexistants.
Financé par Frédéric III de Montefeltro, le palais est construit à partir de 1470 dans un style Renaissance, probablement selon un projet de l'architecte dalmate Luciano Laurana, et fut certainement terminé par le Siennois Francesco di Giorgio Martini, sous le règne de Guidobaldo Ier.

## Description

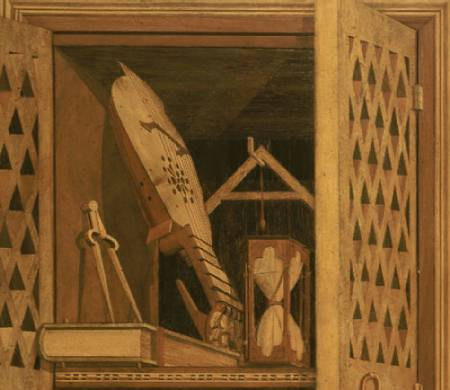
Marqueterie du studiolo.

Le palais est composé de deux corps de bâtiments reliés par une élégante cour intérieure qui rappelle, en dimensions réduites, les palais et cours intérieures d'Urbino. Au temps de sa splendeur, le palais abritait de riches marqueteries, peintures, tapisseries et vaisselles, œuvres de grands artistes. Malheureusement, lors de l'extinction des familles de Montefeltro et Della Rovere, le palais est pratiquement entièrement dépouillé : ainsi les portes, fenêtres, cheminées, et jusqu'aux parquets et carrelages ont été éparpillés dans les collections des musées du monde.
Actuellement, les salles du rez-de-chaussée conservent des cheminées en pietra serena, les plafonds à caissons et autres éléments architectoniques, ainsi que la copie du studiolo, cabinet particulier entièrement marqueté, de Frédéric III de Montefeltro, aujourd'hui au Metropolitan Museum of Art de New York, mais aussi des souterrains avec d'intéressants vestiges provenant de fouilles archéologiques.

## Quelques-unes des œuvres éparpillées
Le duc Frédéric III de Montefeltro avait doté son studio du palais de Gubbio d’un appareil décoratif peint qui courait au-dessus des panneaux en bois marquetés, selon le même procédé employé dans le studiolo d’Urbino avec ses vingt-huit tables d'hommes célèbres. La première attestation documentaire de cette décoration se trouve dans un rapport de 1631 dans lequel on parle d'un « studiolo avec des crédences marquetées et des peintures ».
L'appareil pictural a été dispersé en 1673 quand un maître-ébéniste et un ouvrier ont été employés pour casser « quelques pièces de peinture en planches » qui étaient évidemment ancrées de manière complexe à la structure inférieure.

Tout laisse à penser que le cycle de peintures représentait les sept arts libéraux dont quatre peintures nous sont parvenues : deux détruites à Berlin en 1945 et deux autres à Melozzo da Forli (aujourd’hui attribuées par les anglais à Just de Ghent bien que la douceur du style pourrait être attribuée au peintre forlivais, ce qui correspond d’ailleurs à l’attribution antérieure).

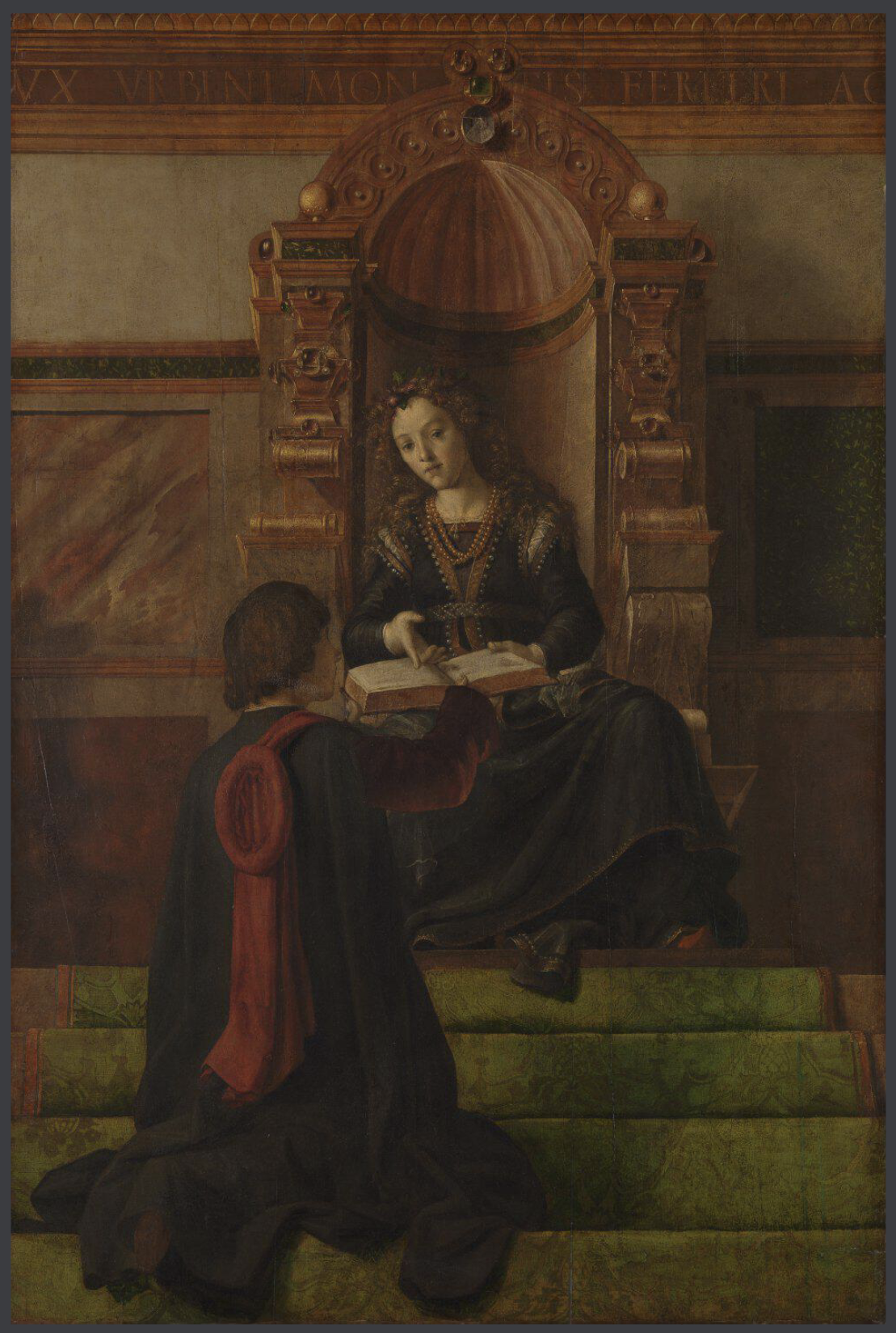
La Rhétorique, Allégorie des sept Arts Libéraux attribué à Juste de Gand
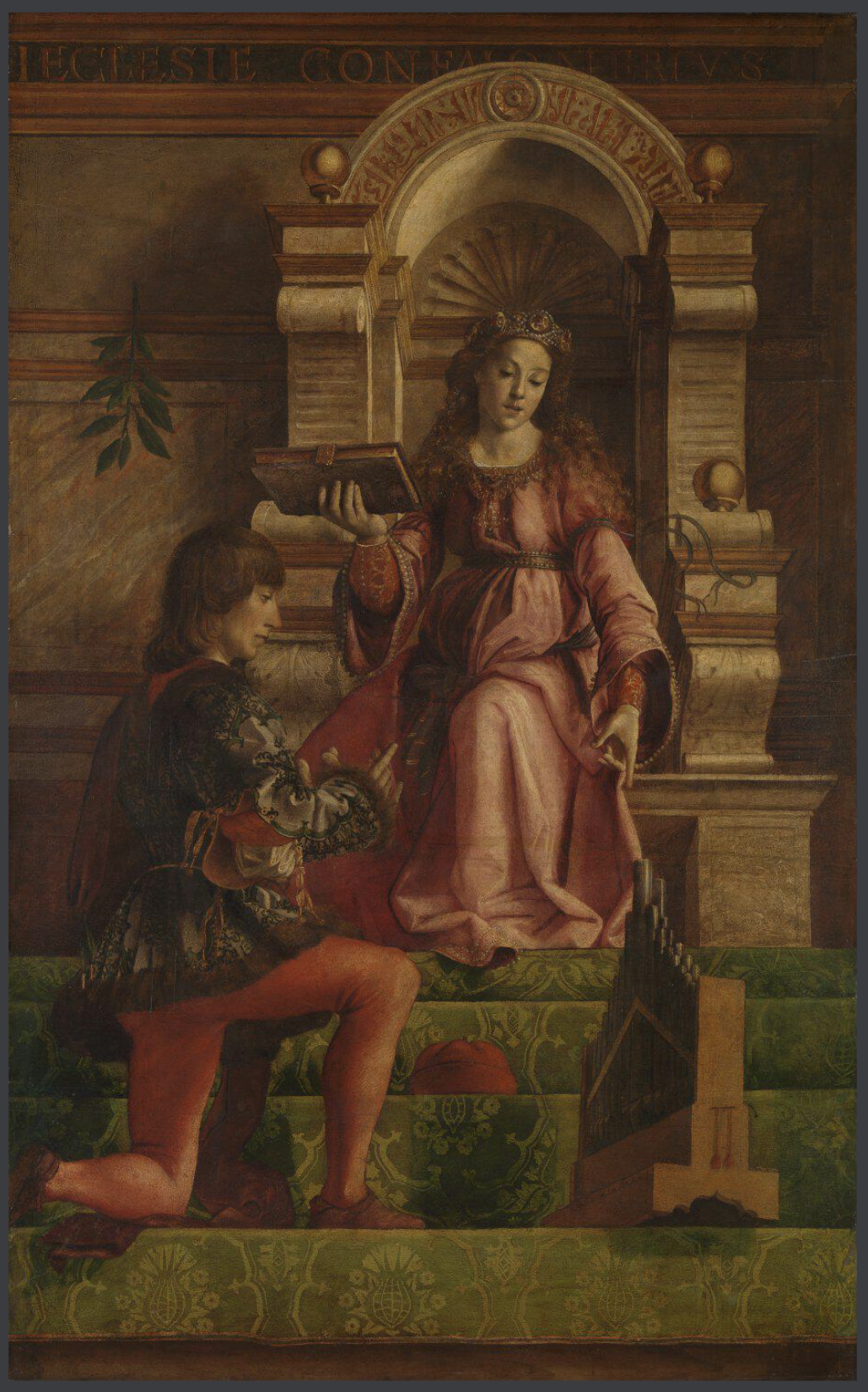
La Musique, Allégorie des sept Arts libéraux attribuée à Juste de Gand

## Sources
- (it) Site de Travelitalia
- (it) Site de Bella Umbria